# 孔集乡
孔集乡，是中华人民共和国河南省商丘市宁陵县下辖的一个乡镇级行政单位。

## 行政区划
孔集乡下辖以下地区：
李庄村、岳柴村、刘古堆村、翟庄村、王于庄村、尤庄村、蒋堂村、侯庄村、史老家村、吕雪盘村、桑庄村、申宋吴村、黄楼村、张子影村、商堤口村、王桥村、三里庄村、小孔集村、孔西村、辛庄村、张牌坊村、孔东村、孔庄村、宋东村和宋西村。